# Distrito de Romorantin-Lanthenay
El distrito de Romorantin-Lanthenay es un distrito (en francés arrondissement) de Francia, que se localiza en el Departamentos de  Loir y Cher (en francés Loir-et-Cher), de la région Centro-Valle de Loira. Cuenta con 8 cantones y 63 comunas.
La capital de un departamento se llama subprefectura (sous-préfecture). Cuando un departamento contiene la prefectura (capital) del departamento, esa prefectura es la capital del distrito, y se comporta tanto como una prefectura como una subprefectura.

## División territorial

### Cantones
Los cantones del distrito de Romorantin-Lanthenay son:
1. Cantón de Lamotte-Beuvron
2. Cantón de Mennetou-sur-Cher
3. Cantón de Neung-sur-Beuvron
4. Cantón de Romorantin-Lanthenay-Nord
5. Cantón de Romorantin-Lanthenay-Sud
6. Cantón de Salbris
7. Cantón de Selles-sur-Cher
8. Cantón de Saint-Aignan

### Comunas
| 1. Billy (41016)                      | 2. Chaon (41036)                   | 3. La Chapelle-Montmartin (41038) | 4. Chaumont-sur-Tharonne (41046) |
| 5. Châteauvieux (Loir y Cher) (41042) | 6. Châtillon-sur-Cher (41043)      | 7. Chémery (41049)                | 8. Choussy (41054)               |
| 9. Châtres-sur-Cher (41044)</1small>  | 10.Couddes (41062)                 | 11.Couffy (41063)                 | 12.Courmemin (41068)             |
| 13.Dhuizon (41074)                    | 14.La Ferté-Beauharnais (41083)    | 15.La Ferté-Imbault (41084)       | 16.La Ferté-Saint-Cyr (41085)    |
| 17.Gièvres (41097)                    | 18.Gy-en-Sologne (41099)           | 19.Lamotte-Beuvron (41106)        | 20.Langon (41110)                |
| 21.Lassay-sur-Croisne (41112)         | 22.Loreux (41118)                  | 23.Maray (41122)                  | 24.Marcilly-en-Gault (41125)     |
| 25.La Marolle-en-Sologne (41127)      | 26.Mareuil-sur-Cher (41126)        | 27.Méhers (41132)                 | 28.Mennetou-sur-Cher (41135)     |
| 29.Meusnes (41139)                    | 30.Millançay (41140)               | 31.Montrieux-en-Sologne (41152)   | 32.Mur-de-Sologne (41157)        |
| 33.Neung-sur-Beuvron (41159)          | 34.Noyers-sur-Cher (41164)         | 35.Nouan-le-Fuzelier (41161)      | 36.Orçay (41168)                 |
| 37.Pouillé (41181)                    | 38.Pierrefitte-sur-Sauldre (41176) | 39.Pruniers-en-Sologne (41185)    | 40.Romorantin-Lanthenay (41194)  |
| 41.Rougeou (41195)                    | 42.Saint-Aignan (41198)            | 43.Saint-Julien-sur-Cher (41218)  | 44.Saint-Loup (41222)            |
| 45.Saint-Romain-sur-Cher (41229)      | 46.Saint-Viâtre (41231)            | 47.Salbris (41232)                | 48.Seigy (41239)                 |
| 49.Selles-Saint-Denis (41241)         | 50.Selles-sur-Cher (41242)         | 51.Soings-en-Sologne (41247)      | 52.Souesmes (41249)              |
| 53.Souvigny-en-Sologne (41251)        | 54.Thésée (41258)                  | 55.Theillay (41256)               | 56.Thoury (41260)                |
| 57.Veilleins (41268)                  | 58.Vernou-en-Sologne (41271)       | 59.Villefranche-sur-Cher (41280)  | 60.Villeherviers (41282)         |
| 61.Villeny (41285)                    | 62.Vouzon (41296)                  | 63.Yvoy-le-Marron (41297)         |                                  |